# Mustapha Tettey Addy

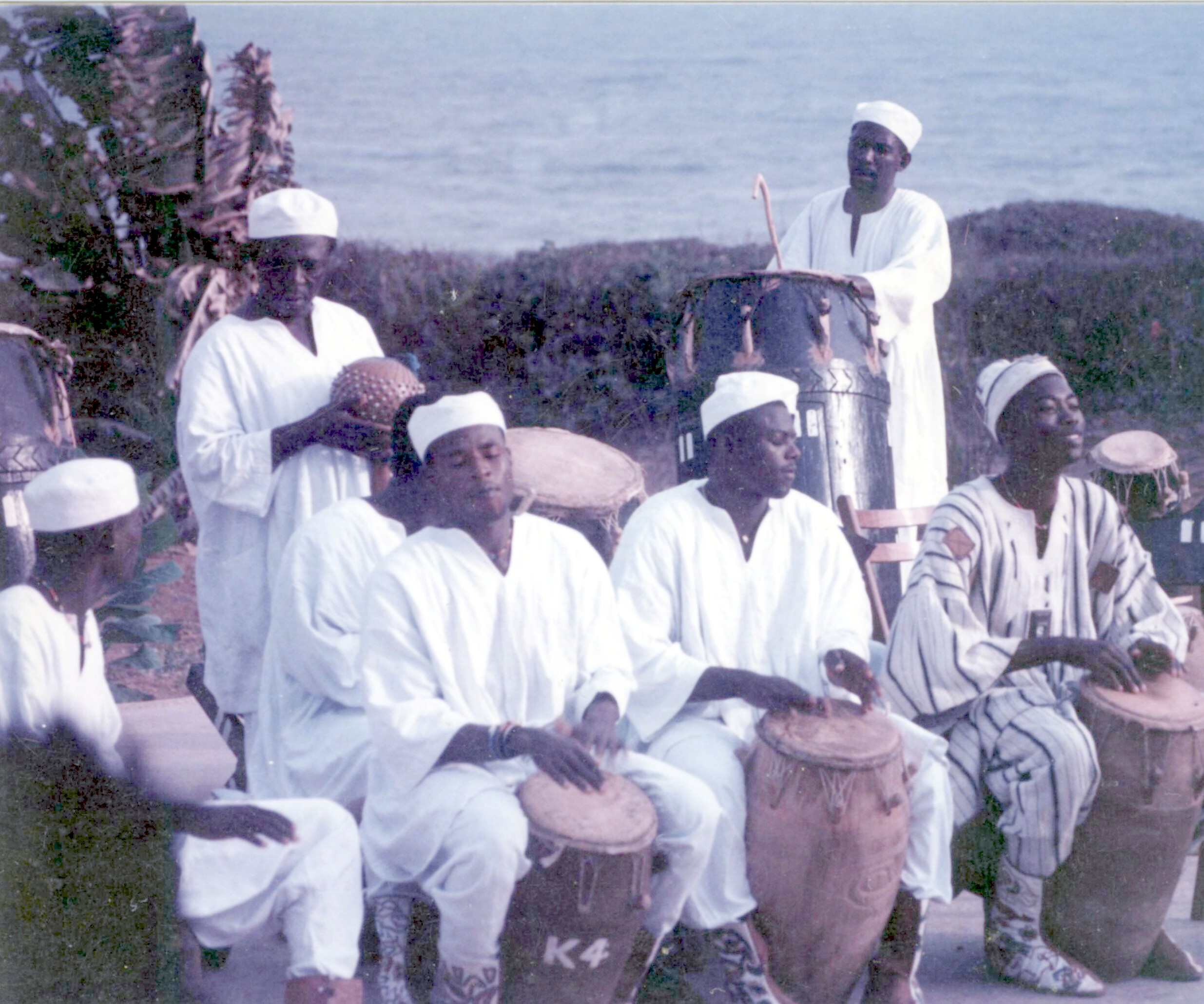
Addy mit seinen Trommlern in Kokrobite (o. J.)

Mustapha Tettey Addy (* 1942 in Accra) ist ein ghanaischer Trommler.

## Leben
Addy entstammt einer angesehenen Trommlerfamilie aus dem Volk der Ga. Sein Vater, der Priester Kpani Kofi Addy, unterrichtete ihn  frühzeitig in der Kunst des Trommelns, traditionellen Gesängen und rituellen Tänzen des Volkes. Nach dem Tod des Vaters 1963 folgte er ihm als Dadefoiakye (Oberhaupt der rituellen Trommler). Zur gleichen Zeit wirkte er am Institut für afrikanische Studien der Universität von Ghana, wo er Gelegenheit hatte, die Musikstile anderer Regionen kennenzulernen und bei dem Ewe-Trommler Husunui Afadi Adono Ladzekpo zu lernen. Außerdem war er während der 1960er Jahre Mitglied des Ghana Dance Ensemble.
Ab 1965 unternahm er Forschungs- und Konzertreisen durch Ghana, die Elfenbeinküste und Nigeria. Daneben gab er Konzerte in Osteuropa, der Bundesrepublik Deutschland, in England und den USA. 1974 gründete er die Gruppe Ehimomo. Er ließ sich in Düsseldorf nieder, wo er als Lehrer für Perkussion zu arbeiten begann und von wo aus er mit seiner Gruppe Tourneen durch Europa unternahm.
Zwischen 1972 und 1981 nahm Addy sieben Alben auf. Deren erfolgreichstes wurde Come and Drum, das in Zusammenarbeit mit der internationalen Akademie für Tanz und Kultur Die Werkstatt 1979 in einer Kirche in Düsseldorf aufgenommen wurde. 1982 kehrte er nach Ghana zurück, wo er erneut am Institut of African Studies wirkte und die Obonu-Musik, die zeremonielle königliche Musik der Ashantiregion, zu sammeln begann. 
1986 gründete er eine Gruppe, die zunächst The Drummers, später The Obonu Drummers hieß und mit der er 1991 in Accra das Album Royal Drums of Ghana aufnahm, das erstmals einem internationalen Publikum eine zeremonielle Musik zugänglich machte, die sonst nur zu Inthronisations- und Beerdigungsfeierlichkeiten gespielt werden durfte.
Zwischen 1992 und 1993 reiste Addy mit den Obonu Drummers durch Deutschland, England und die USA. Mit den Partnern der Aufnahme von 1979 spielte er eine Fortsetzung des Albums Come and Drum unter dem Titel Come and Dance ein. Nachdem er sich zwischen 1995 und 1997 in ein Leben als Farmer zurückgezogen hatte, nahm er seine Konzerttätigkeit mit den neuen Royal Obonu Drummers erneut auf. Auf dem JazzFest Berlin trat er 1999 mit dem Percussion Orchestra von Reto Weber auf. Er gilt als wahrscheinlicher Erfinder des Tanzrhythmus Fume Fume.

## Diskographie
- Master Drummer from Ghana, 1972
- Come and Drum mit Abdur Rahman Kpani Addy, Michael Küttner, Rolf Exler, 1979
- Les Percussions Du Ghana, 1979
- Master Drummer from Ghana - Volume Two, 1980
- Solo Drumming, 1984
- African Ritual Music, 1984
- The Royal Drums of Ghana, 1991
- Come and Dance mit Michael Küttner, Rolf Exler, 1993
- Kpanlogo Party, 1993
- Secret Rhythms, 1997
- Smart Boys, 1999

| Personendaten    | Personendaten         |
| ---------------- | --------------------- |
| NAME             | Addy, Mustapha Tettey |
| KURZBESCHREIBUNG | ghanaischer Trommler  |
| GEBURTSDATUM     | 1942                  |
| GEBURTSORT       | Accra                 |